# Andreas II. von Graben
Andreas II. von Graben (auch Andrä von Graben; * Burg Sommeregg; † 1560 in Lienz) war ein Lienzer Ritter, dem edelfreien Uradelsgeschlecht der Herren von Graben entstammend.

## Biografisches
Andreas wurde als Sohn des Heinrich von Graben († 1507) aus der Sommeregger Linie des Geschlechts geboren. Sein Bruder Christof von Graben († 1580) war zwischen 1543 und 1578 unter den Habsburgern landesfürstlicher Pfleger/Burggraf von Kals gewesen, scheint aber auch als dortiger Pfarrer auf. Sie waren Enkelsöhne von Andreas von Graben zu Sommeregg, chillisch-ortenburgerischer (Landes)Hauptmann. 

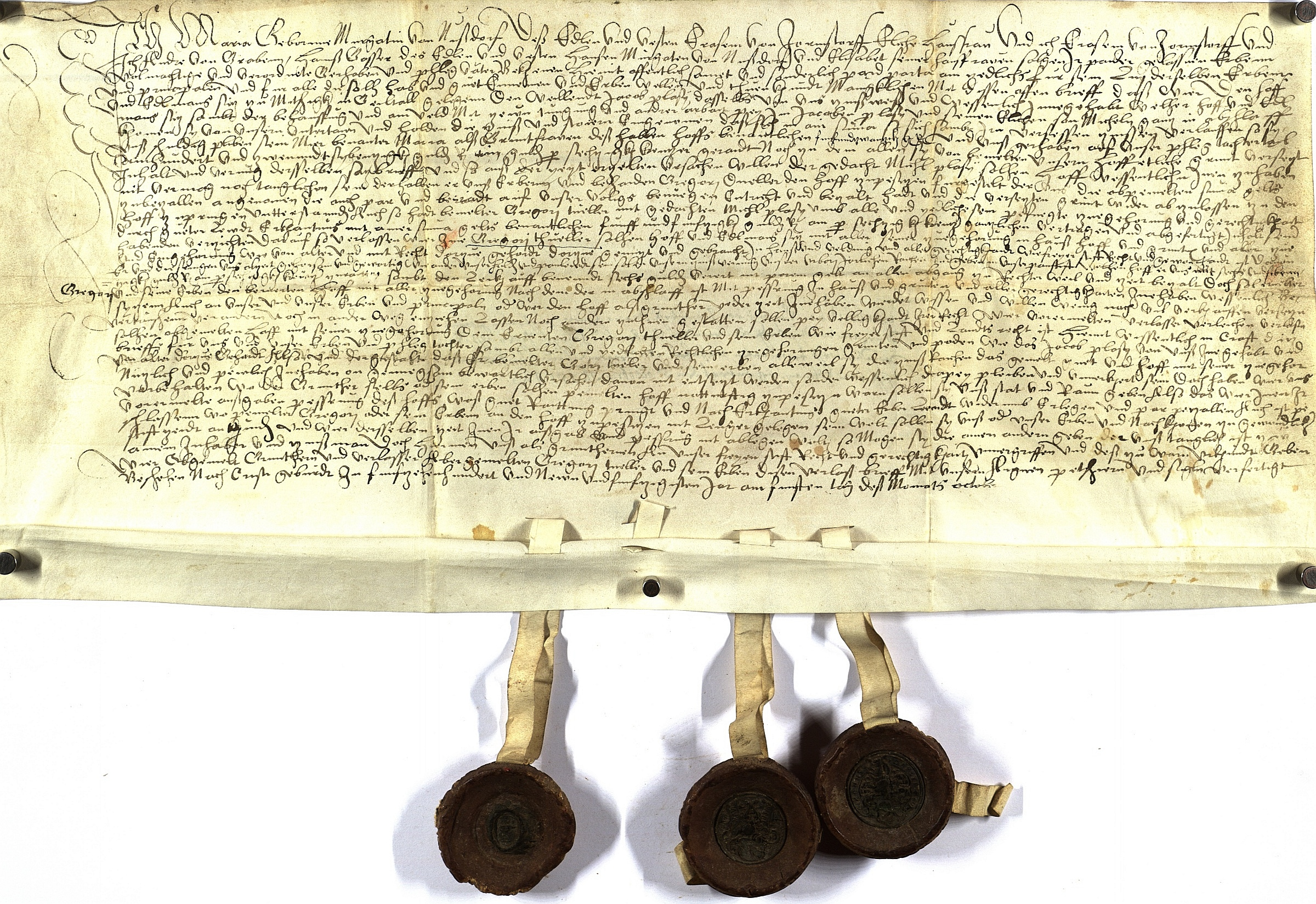
Maria und ihr Ehegatte Erasmus von Jormannsdorf, Andreas II. von Graben und Hans Gasser überlassen 1539 Gregor Dueller den Hof und Edelmannssitz zu Mitschig im Gailtal als Lehen

Andreas wurde im Jahre 1528 zum Landrichter und später auch zum Stadtrichter von Lienz bestellt. Diesen Posten hatte er bis zu seinem Tod inne. Verheiratet war er mit einer Margarete († 1544), über seine Nachkommenschaft ist nichts bekannt. In Lienz, in der heutigen Hans-von-Grabengasse auf Nr. 226, hatte Andreas sein Ansitz Graben genanntes Stadthaus. Er ließ auch in den Lienzer Bergen nach Gold schürfen, worauf sich sein enormer Reichtum gründete. Seine Wappen ließ er auf vielen Örtlichkeiten in sowie rund um Lienz anbringen. So steht auf einer rohen, jetzt losen Steinplatte, mitten in der Almwiese Zettersfeld bei Lienz, die Inschrift 1532 Andreas von Graben zu lesen. Auch in der Nähe des Tristacher Sees ist, nach Forschungen Dr. Josef Weingartners, eine ähnliche Inschrift auf einem Steine zu lesen.
1532 ließ Andreas von Graben das ursprünglich von Albert I. von Görz-Tirol im Jahre 1290 gegründete Helenenkirchl in Thurn im Pfarrgebiet Oberlienz baulich erweitern. Im Chor der Kirche ist eine Tafel eingemauert mit den schlichten Worten: „Andrä v. Graben A.D. MDXXXII“. Der entstandene Neubau wurde am Ostermontag 1533 geweiht.
Andreas’ Grab und sein Wappen befinden sich in der Lienzer Sankt Michaelskirche, in der die Grabstätte der Herren von Graben aus der Sommeregger Linie liegt. 

### Wappen

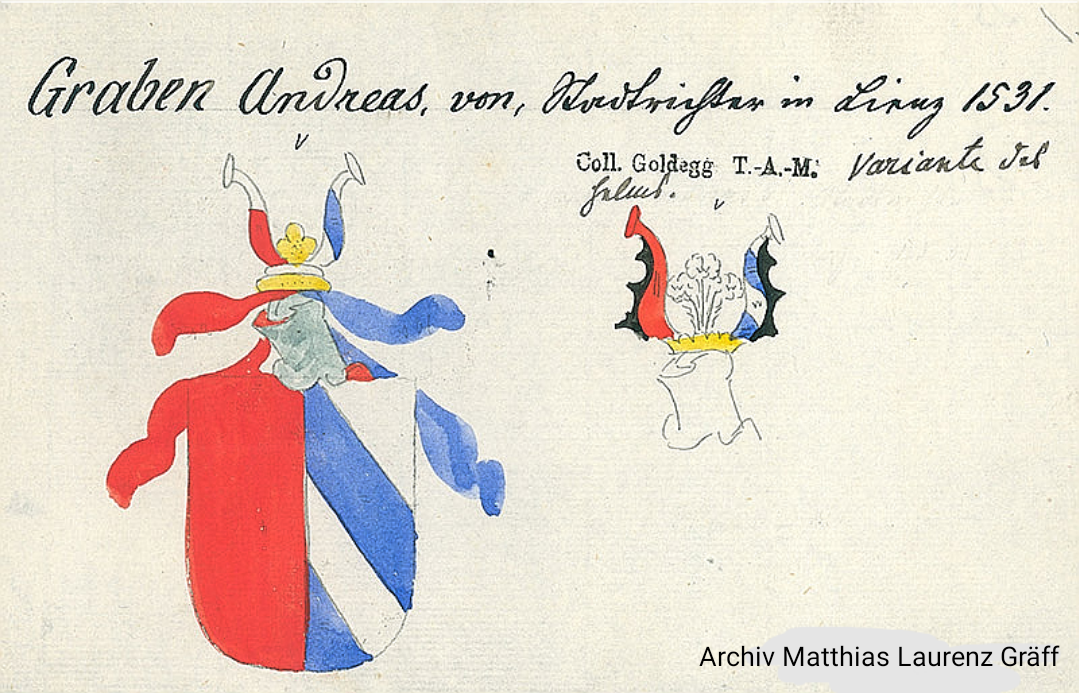
Wappen des Andreas von Graben (Archiv Matthias Laurenz Gräff)
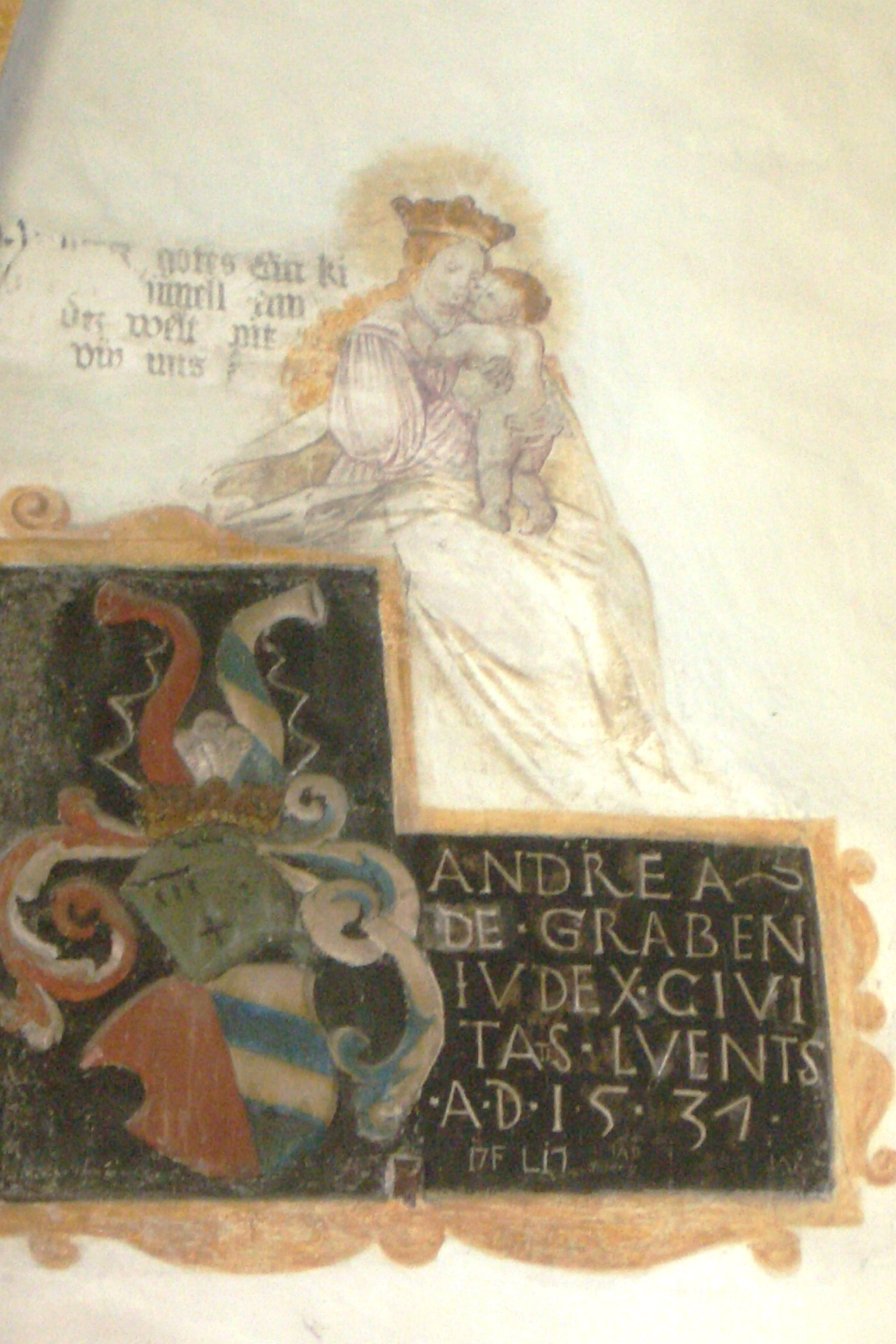
Das Wappen von Andreas II. von Graben in der Lienzer Benefiziatkirche St. Michael in einer Darstellung aus dem Jahre 1531.

## Information
Die Daten zu diesem Artikel wurden aus der Von Graben Forschung von Matthias Laurenz Gräff übernommen.